# Paphiopedilum hennisianum
Paphiopedilum hennisianum är en orkidéart som först beskrevs av Mark W. Wood, och fick sitt nu gällande namn av Jack Archie Fowlie. Paphiopedilum hennisianum ingår i släktet Paphiopedilum och familjen orkidéer. Inga underarter finns listade i Catalogue of Life.

## Bildgalleri

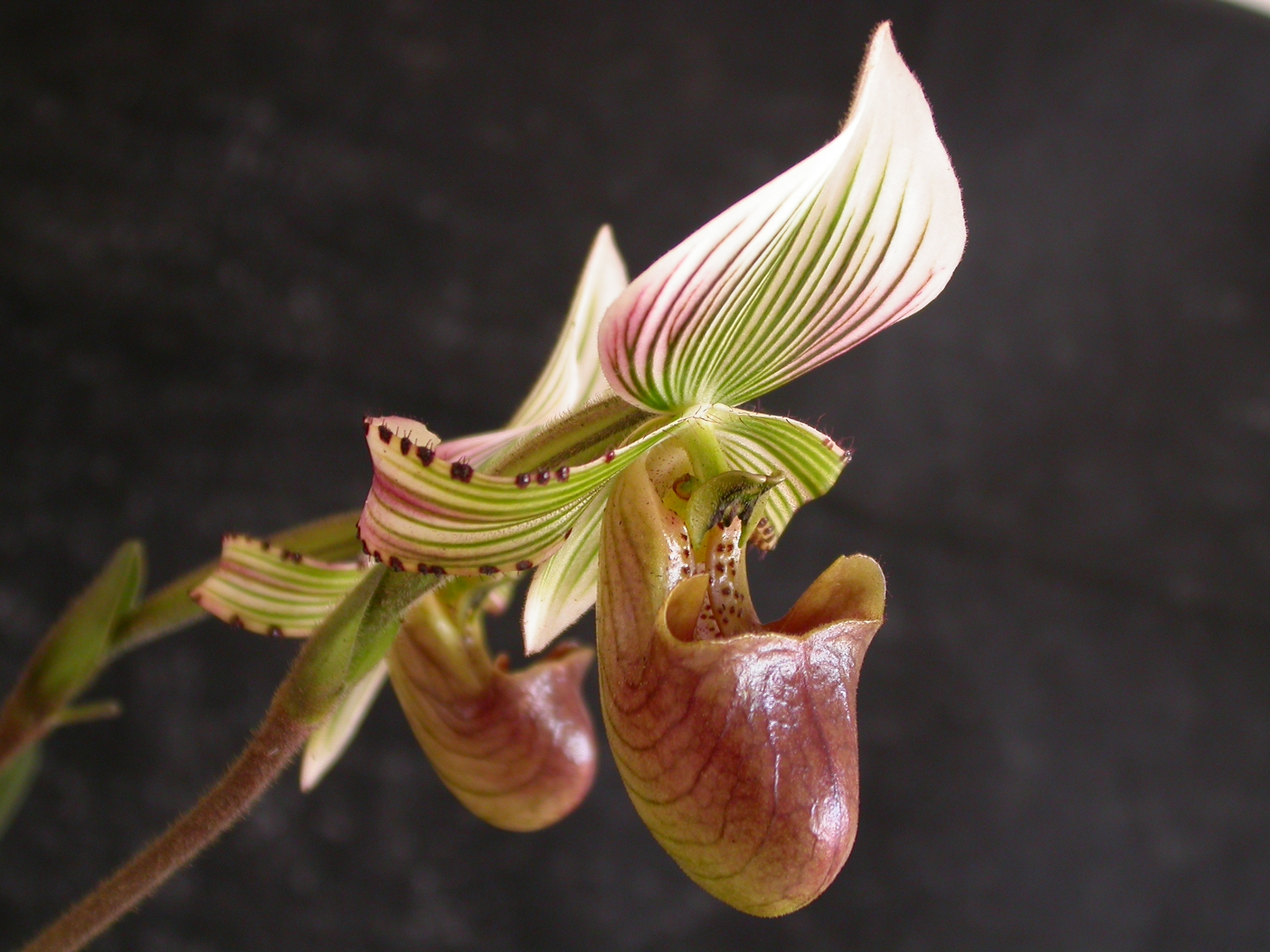